# Hieracium dentatum
Hieracium dentatum là một loài thực vật có hoa trong họ Cúc. Loài này được Hoppe mô tả khoa học đầu tiên năm 1815.